# Vassilios Kotronias
Vassilios Kotronias (em grego:  Βασίλειος Κοτρωνιάς); é um GMI grego e autor sobre xadrez. Entre 1998 e 2004 representou o Chipre mas retornou a Federação grega de xadrez novamente. Foi campeão nacional em 1995 e participou de várias Olimpíadas de Xadrez a partir de 1984, jogando no primeiro tabuleiro e terminando em oitavo lugar com uma pontuação de 55 vitórias, 27 derrotas e 55 empates. 

## Publicações
- (com Andreas Tzermiadianos) Beating the Petroff, Sterling Pub Co Inc, 2005.
- Beating the Flank Openings, Batsford Chess Library, 1998.
- Beating the Caro-Kann, Batsford Chess Library, 1994.